# Phytocerum zikani
Phytocerum zikani är en skalbaggsart som först beskrevs av Soares och Peracchi 1964.  Phytocerum zikani ingår i släktet Phytocerum och familjen Cerophytidae. Inga underarter finns listade i Catalogue of Life.